# تاريخ بليز
يعود تاريخ بليز إلى آلاف السنين. امتدت حضارة المايا إلى منطقة بليز بين عامي 1500 و1200 قبل الميلاد وازدهرت حتى نحو عام 1000 م. العديد من الآثار المتبقية لحضارة المايا، بما في ذلك كاهال بتش وكاراكول ولاماناي ولوبانتون وألتون ها وكزونانتونيتش، تعكس الحضارة المتقدمة وتعدادًا سكانيًا شديد الكثافة لتلك الفترة. شن الفاتحون الإسبان والإرساليات التبشيرية أولى الغارات الأوروبية المسجلة في الإقليم في القرن السادس عشر، وثانيًا كان هناك طلب. بدأ نجارو الموبيليا الكبار باستخدام خشب الماهوغاني في صناعات مثل صناعة بناء السفن شيراتون.
لم تُمنح بيلز رسميًا اسم «مستعمرة هندوراس البريطانية» حتى عام 1862. وباتت مستعمرة ملكية في عام 1871. في وقت لاحق، سُنّ عدد من التغييرات الدستورية لتوسيع الحكومة التمثيلية. موُنح الحكم الذاتي الداخلي في يناير من عام 1964. غُير الاسم الرسمي للإقليم من هندوراس البريطانية إلى بليز في يونيو من عام 1973، ومُنحت استقلالها التام في 21 سبتمبر 1981.

## حضارة المايا القديمة
ظهت حضارة المايا قبل ما لا يقل عن 3000 عام في منطقة الأراضي المنخفضة لشبه جزيرة يوكاتان وفي مرتفعات الجنوب، في ما هو اليوم جنوبي شرق المكسيك وغواتيمالا وهندوراس الغربية وبليز. وما تزال قائمة العديد من جوانب هذه الحضارة في المنطقة على الرغم من الهيمنة الأوروبية التي دامت قرابة 500 عام. قبل عام 2500 قبل الميلاد تقريبًا، استقرت بعض مجموعات الصيد والعلف في القرى الزراعية الصغيرة، واستأنسوا محاصيل مثل الذرة والفاصولياء والكوسا والفلفل الحار. وطُور ضمن حضارة المايا الرئيسية عدد وفير من اللغات والحضارات الفرعية. وظهرت بين عامي 2500 قبل الميلاد و250 م المؤسسات الرئيسية لحضارة المايا. بلغت هذه الحضارة أوجها خلال الفترة الكلاسيكية التي بدأت نحو عام 250 م. يهيمن كاراكول على التاريخ المسجل لوسط الإقليم وجنوبه. النقوش التي وُجدت على الصروح كانت بلغة تشولتيان الكلاسيكية الأرستقراطية لحضارة المايا في الأراضي المنخفضة. شمالي جبال المايا، كانت لغة يوكاتيكان لغة النقش في لاماناي بدءًا من عام 625. كان عام 859 م آخر تاريخ مُسجل بلغة تشوليتان ضمن الحدود البيلزية في كاراكول، شاهد 10. أما حضارة يوكاتيك، في لاماناي، فقد استمرت لفترة أطول.
عمل المزارعون في أنواع مختلفة من الزراعة، بما في ذلك أنظمة الري والحقول الممتلئة كثيفة العمالة وزراعة القطع والحرق المتنقلة. غذت منتجاتهم المتخصصين في الحرف والتجار والمحاربين والكهنة وعلماء الفلك في الحضارة، الذين نسقوا الأنشطة الزراعية وغيرها من الأنشطة الموسمية مع الطقوس في المراكز الاحتفالية. طور هؤلاء الكهنة، الذين راقبوا حركة الشمس والقمر والكواكب والنجوم، نظامًا رياضيًا وتقويميًا معقدًا لتنسيق دورات زمنية مختلفة ولتسجيل أحداث معينة على لوحات تذكارية منحوتة.
كان شعب المايا ماهرًا في صناعة الفخار ونحت اليشم وتشذيب أحجار الصوان وصنع أزياء متقنة من الريش. اشتملت الهندسة المعمارية لحضارة المايا على المعابد والمساكن الفخمة المنظمة في مجموعات حول الساحات. بُنيت هذه الهياكل من الحجر المقطوع وغُطت بالجص وزُخرفت وطليت بشكل متقن. تشكل المنحوتات واللوحات المنمطة، جنبًا إلى جنب مع اللوحات التذكارية المنحوتة والأنماط الهندسية على المباني، أسلوبًا فنيًا متطورًا للغاية. تفتخر بليز بالمواقع الهامة العائدة لأقدم مستوطنات المايا، والبقايا الأثرية المهيبة من الفترة الكلاسيكية وبأمثلة على البناء الاحتفالي ما بعد الكلاسيكي. على بعد نحو خمسة كيلومترات إلى الغرب من أورانج ووك يقع موقع كويلو، وهو موقع من المرجح أنه يعود إلى 2500 عام قبل الميلاد. وتعد الجرار والأوعية والأطباق الأخرى الموجودة هناك من بين أقدم الفخار المكتشف في ما هو اليوم المكسيك وأمريكا الوسطى. كان سيروس، وهو موقع على خليج تشيتومال، مركزًا تجاريًا واحتفاليًا بين عامي 300 قبل الميلاد 100 م. وعُثر على واحدة من أرقى قطع اليشم المنحوتة في حضارة المايا، رأس ما يُعرف عادة إله الشمس كينيش آهاو، في مقبرة في موقع الفترة الكلاسيكية لألتون ها، على بعد ثلاثين كيلومترًا شمال غرب مدينة بليز الحالية. تضم مراكز أخرى لحضارة المايا تقع في بليز كزونانتونيتش وبيكينغ بوت في مقاطعة كايو ولوبانتون ونيملي بونيت في مقاطعة توليدو، ولاماناي على هيل بانك لاغون في مقاطعة أورانج ووك.
في أواخر الفترة الكلاسيكية، تشير التقديرات إلى أن ما بين 400 ألف شخص ومليون شخص كانوا يسكنون المنطقة التي هي اليوم بيلز. استوطن البشر تقريبًا في كل جزء مناسب للزراعة من البلاد، وكذلك أقاليم الجزر المنخفضة والمستنقعات الساحلية. إلا أن مجتمع المايا عانى بحلول القرن العاشر من تفكك حاد. توقف تشييد المباني العامة وفقدت المراكز الإدارية قوتها وانخفض عدد السكان حيث فقدت النظم الاجتماعية والاقتصادية تماسكها. وواصل بعض الناس استيطان، أو ربما إعادة استيطان، مواقع مثل ألتون ها وكزونانتونيتش ولاماناي. وكفت هذه المواقع عن كونها مراكز احتفالية ومدنية. وما تزال أسباب أفول حضارة المايا غير واضحة بشكل كامل. وبدلًا من الإشارة إلى الانهيار كنتيجة لعامل واحد، يعتقد العديد من علماء الآثار اليوم أن أفول المايا كان نتيجة لعوامل معقدة عدة وأن التراجع حدث في أوقات مختلفة في أقاليم مختلفة.

## الغزو والفترة الاستعمارية المبكرة

### مجتمعات المايا ما قبل الكولومبية والغزو
بقي العديد من شعب المايا في بليز مع وصول الأوروبيين في القرنين السادس عشر والسابع عشر. تؤكد الأبحاث الأثرية والتاريخية العرقية أن عدة مجموعات من شعوب المايا عاشت في المنطقة المعروفة اليوم باسم بليز في القرن السادس عشر. لا تتطابق الجغرافيا السياسية لتلك الفترة مع الحدود الحالية، ولذلك تقع العديد من مقاطعات المايا ضمن حدود بليز الحديثة والمكسيك وغواتيمالا.
وسرعان ما أرسلت إسبانيا بعثات استكشافية إلى غواتيمالا وهندوراس، وبدأ غزو يوكاتان في عام 1527. على الرغم من إبداء شعب المايا لمقاومة ل«التهدئة» الإسبانية، فقد دمرت السكان الأصليين الأمراض المنتقلة من الإسبان وأضعفت قدرتهم على مقاومة الغزو. في القرن السابع عشر، أقام المبشرون الإسبان كنائس في مستوطنات المايا بهدف دفع هؤلاء الناس إلى اعتناق المسيحية والسيطرة عليهم.
تزايدت القرصنة على طول الساحل خلال هذه الفترة. في عام 1642، ومرة أخرى في عام 1648، نهب القراصنة سالامانكا دي باكالار، وهو كرسي الحكومة الإسبانية في يوكاتان الجنوبية. أنهى التخلي عن باكالار السيطرة الإسبانية على مقاطعات المايا شيتومال ودزولينيكوب. لم تشيَّد باكالار مجددًا حتى عام 1729.
بين عامي 1638 و1695، تمتع شعب المايا الذي كان يعيش في منطقة تيبو بالاستقلال الذاتي عن الحكم الإسباني. إلا أن الجنود الإسبان استخدموا تيبو في عام 1696 كقاعدة فرضوا عبرها تهدئة على المنطقة ودعموا الأنشطة التبشيرية. في عام 1697 غزا الإسبان إيتزا وفي عام 1707، أعاد الإسبان عنوة توطين سكان تيبو في المنطقة التي تقع على مقربة من بحيرة بيتين إيتزا. لم يعد المركز السياسي لمقاطعة مايا دزولينيكوب موجودًا في الوقت الذي أصبح فيه المستعمرون البريطانيون مهتمين بشكل متزايد باستيطان المنطقة.

### التنافس الاستعماري بين إسبانيا وبريطانيا
في القرنين السادس عشر والسابع عشر، حاولت إسبانيا الحفاظ على احتكار التجارة والاستعمار في مستعمراتها في العالم الجديد، لكن القوى الأوروبية الشمالية كانت تنجذب بصورة متزايدة إلى المنطقة من خلال إمكانية التجارة والاستيطان.